# Які (народ)

Прапор я́кі.

Я́кі (Yaqui, або Hiaki, або Yoeme) — плем'я північноамериканських індіанців, які живуть в регіоні пустелі Сонора, що включає північну частину мексиканського штату Сонора і південно-східну частину американського штату Арізона. Я́кі називають себе yoeme («oemem» або «yo'emem» означає «люди»). Рідну землю вони називають Hiakim (існує думка, що від цього слова походить назва «Я́кі»). Загальна чисельність — близько 16,5 тисяч осіб (1993 р.). Говорять мовою я́кі сонорсько-ацтекської підсім'ї юто-ацтецьких мов. Як друга мова поширена іспанська, рідше — англійська. В минулому я́кі вели запеклі війни, спочатку проти колоніальної влади Нової Іспанії, а потім проти уряду незалежної Мексики, що тривали аж до 1929 року (див. Війни які).
Відомі які: Кахеме, Дон Хуан Матус, Річі Валенс, Марія Фелікс.

## В кіно
- «Битва при Сан-Себастьяні»[en] (США-Мексика, 1968).